# Kanada di Auschwitz

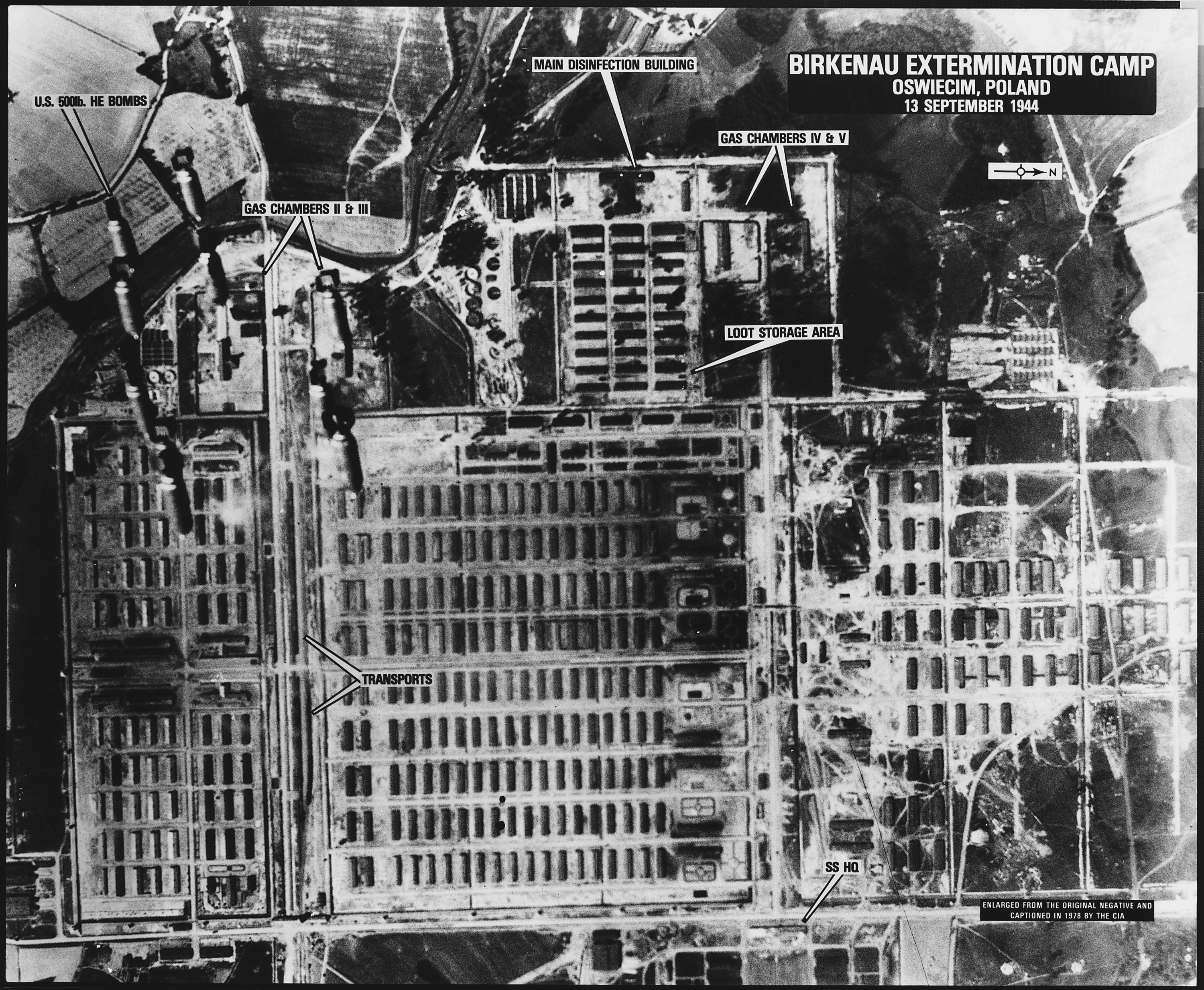
Auschwitz II, durante il 15° bombardamento del 13 settembre 1944 dell'aeronautica americana su Auschwitz III.

Il Kanada di Auschwitz, cioè i magazzini Kanada, noti anche come Effektenlager o più semplicemente Kanada, furono le strutture di stoccaggio presenti nel campo di concentramento di Auschwitz.

## Descrizione
Questi edifici fungevano da deposito per conservare gli effetti personali sottratti ai prigionieri, per lo più ebrei, assassinati nelle camere a gas direttamente all'arrivo o registrati e avviati ai lavori forzati.
Furono chiamati "Kanada" (o "Canada") perché i prigionieri li associavano a questa terra dell'abbondanza. Inizialmente usato nel gergo dei detenuti, il nome fu poi adottato anche da alcuni membri dell'amministrazione del campo. I lavoratori venivano definiti Aufräumungskommando ("commando di pulizia") o Kanada Kommando. Era considerato uno dei migliori lavori ad Auschwitz, perché i prigionieri potevano "organizzarsi", detto nel gergo del campo, e procurare i beni per sé e per gli altri detenuti.

## Gli effetti personali delle vittime
La gasazione di massa degli ebrei fu avviata nel 1942. I prigionieri portavano con sé i loro averi nella convinzione di essere reinsediati. I tedeschi permettevano loro di trasportare fino a 45 kg di beni personali: cibo, alcool, articoli casalinghi, utensili, vestiti, carrozzine, medicinali, oggetti di valore e strumenti di lavoro. Tutti questi beni finirono nel Kanada, contrasegnati con i nomi, indirizzi e date di nascita dei proprietari.
All'arrivo le persone venivano spogliate, rasate e vestite con la divisa del campo o mandate nelle camere a gas; da quel momento gli effetti personali degli ebrei, rom, polacchi, francesi, sovietici e prigionieri di guerra erano considerati proprietà della Germania, quindi non c'era alcuna possibilità di passarli neanche ai parenti più stretti. La roba veniva smistata e imballata dal personale del Kanada Kommando, costituito dai prigionieri registrati e ammessi nel campo come lavoratori, per poi essere riutilizzata all'interno del campo o inviata altrove, anche in Germania.
I primi magazzini, Kanada I, furono costruiti nel blocco 26 di Auschwitz, cioè del campo principale. Furono ampliati nel dicembre 1943 (Kanada II) con la realizzazione vicino alle camere a gas di Birkenau, nella sezione B-II-g, di 30 edifici in legno, oltre a due baracche assegnate al Kanada Kommando e alle SS che vi erano impiegate.
 

All'inizio del 1944 nel Kanada lavoravano anche due giovani donne del nord Italia. Al 22 luglio 1944 il Kanada I contava 210 prigionieri maschi, il Kanada II 590; al 2 ottobre dello stesso anno risultavano 250 prigioniere femmine nel Kanada I e 815 nel Kanada II, ampliato successivamente fino a arrivare a 1.500-2.000 persone.

Il Kanada nel maggio 1944
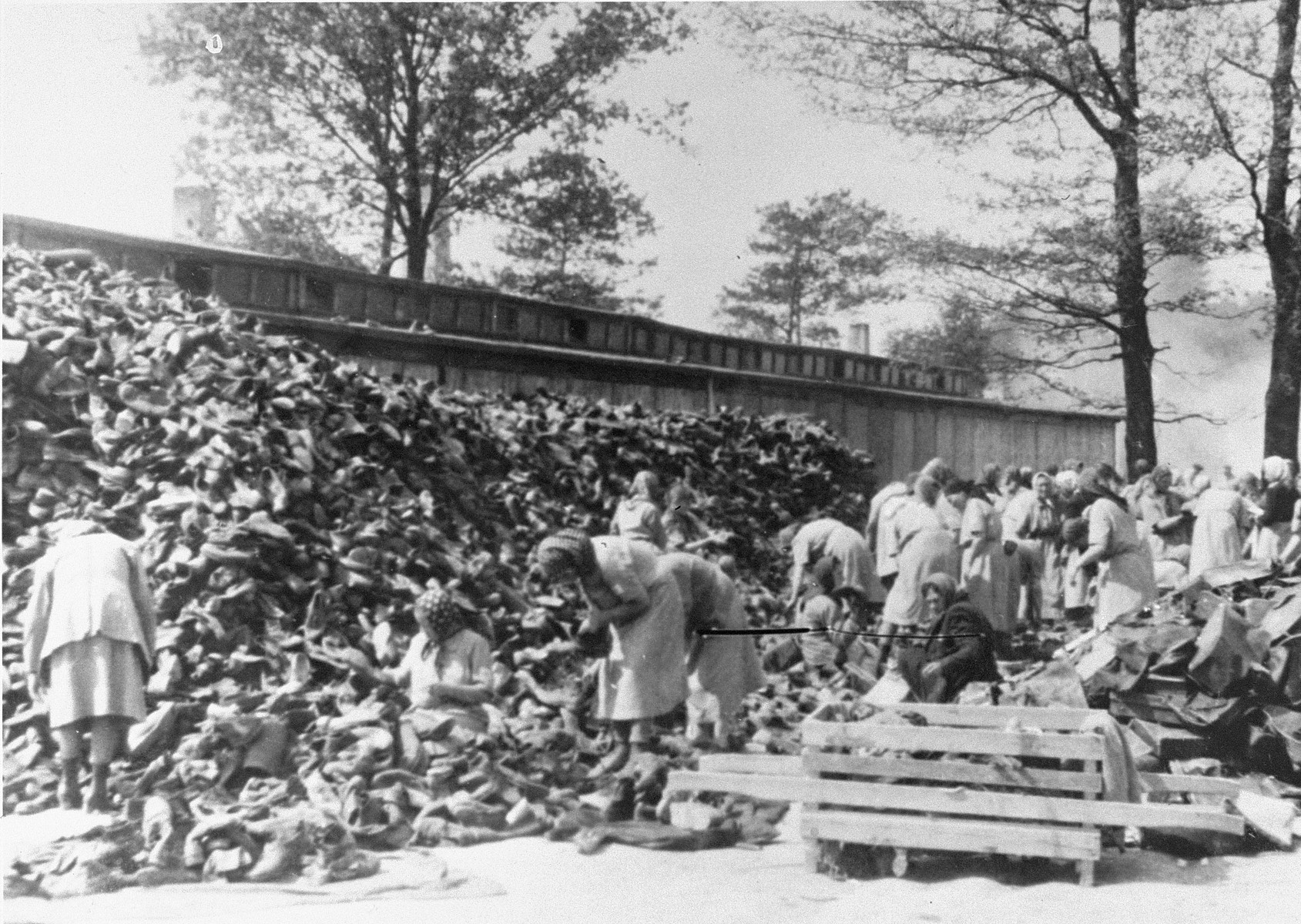
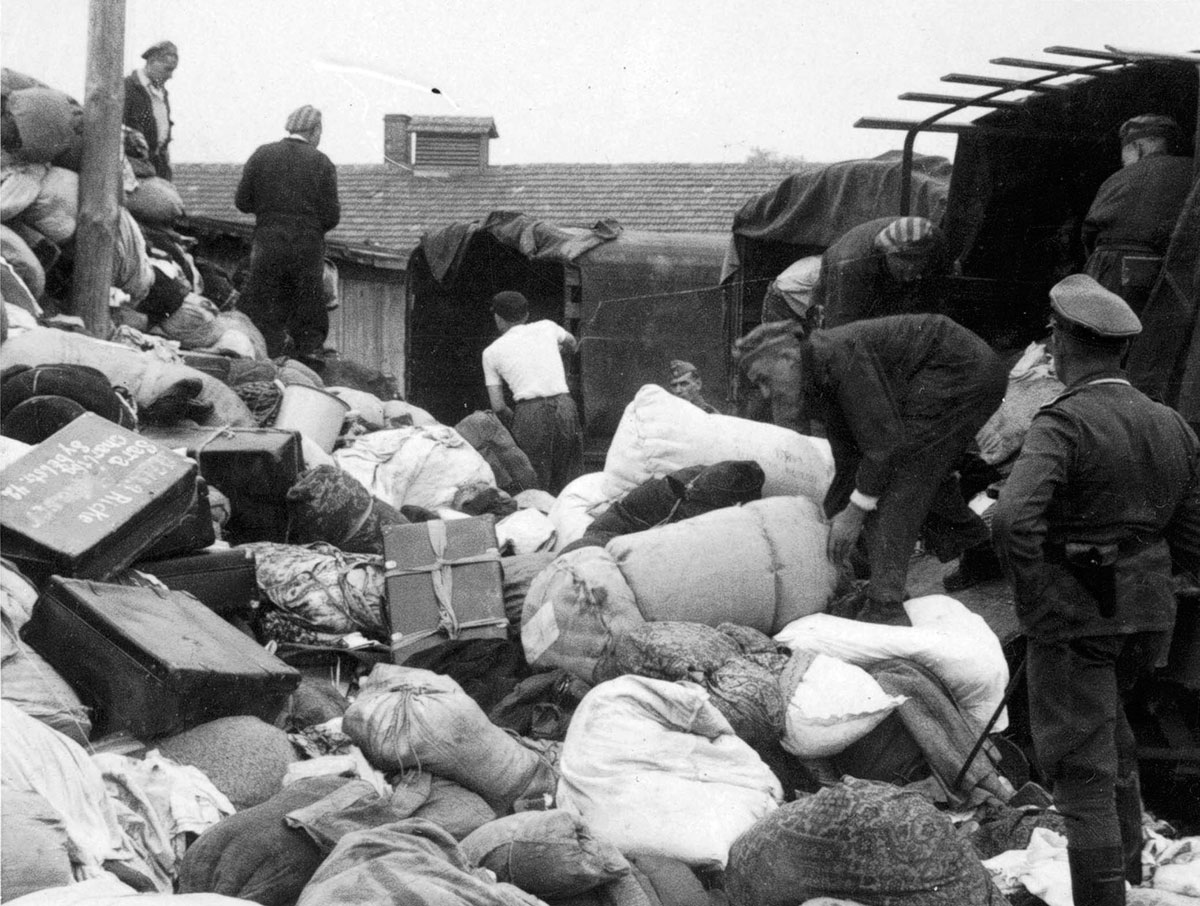
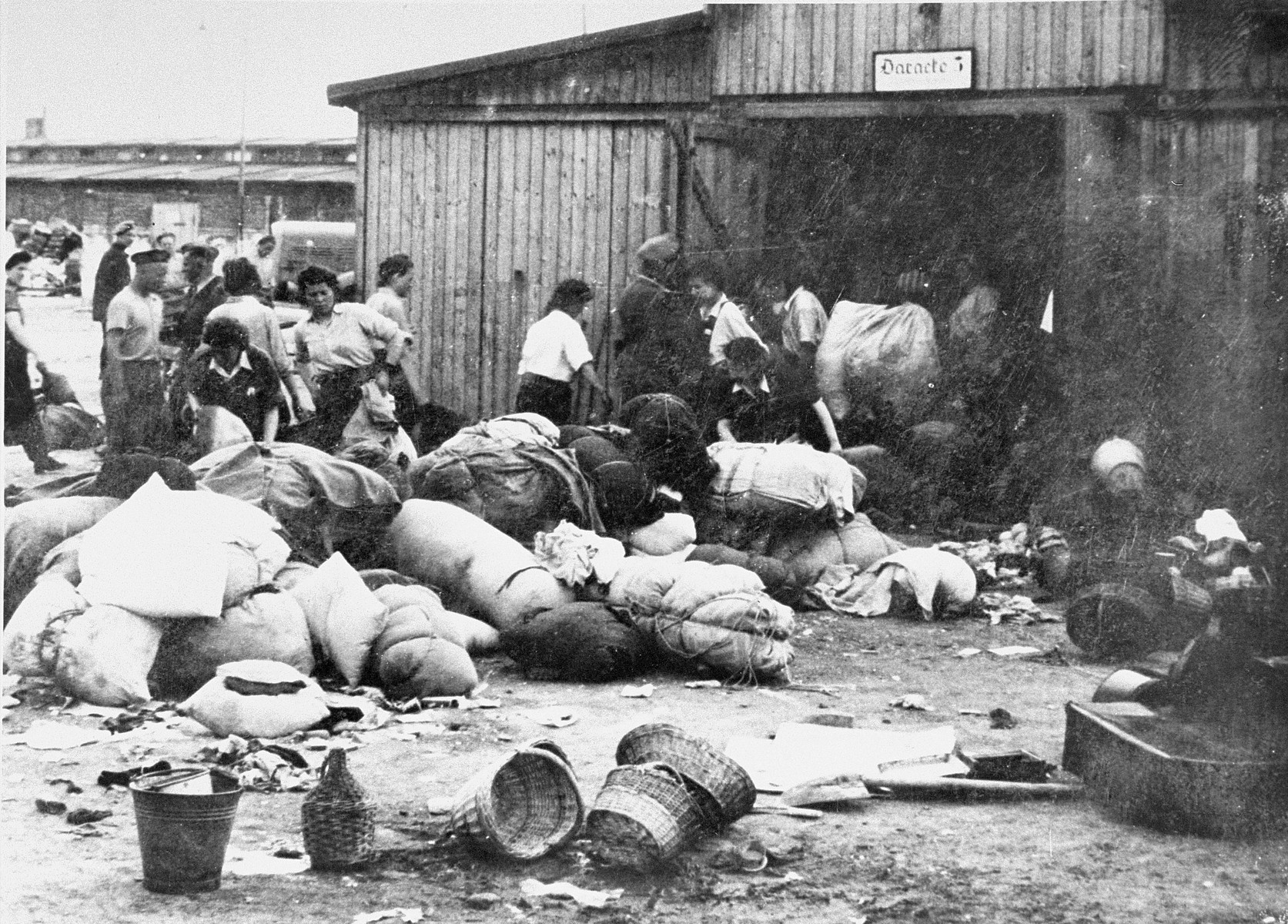
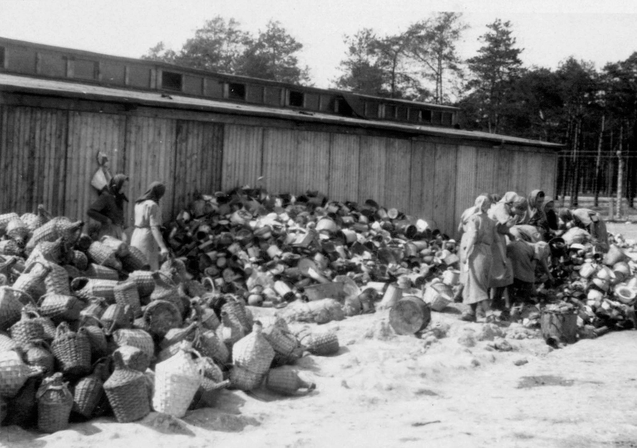

## Liberazione
Il 23 gennaio 1945, durante l'evacuazione del campo all'avvicinarsi dell'Armata Rossa, le SS diedero fuoco al Kanada II, insieme ai forni crematori e alle camere a gas. I magazzini bruciarono per cinque giorni e andò distrutto quasi tutto. Altri oggetti appartenenti alle vittime furono rinvenuti negli altri magazzini presenti ad Auschwitz.

### Approfondimenti
- Ministero della Pubblica Istruzione, La lezione della Shoah. Questione etica, riflessione storica e culturale, sfida della memoria, Firenze, Le Monnier, 2007  [2006],  pp. 118-120.
- Franciszek Piper, Auschwitz II-Birkenau Main Camp, in Geoffrey P. Megargee (a cura di), Encyclopedia of Camps and Ghettos, 1933–1945, 1A, Bloomington, Indianapolis, Indiana University Press in association with the United States Holocaust Memorial Museum, 2009,  pp. 209-214, ISBN 978-0-253-35328-3.